# Vaccinium pseudotonkinense
Vaccinium pseudotonkinense är en ljungväxtart som beskrevs av Hermann Sleumer. Vaccinium pseudotonkinense ingår i Blåbärssläktet, och familjen ljungväxter. Inga underarter finns listade i Catalogue of Life.